# Notochodaeus maculatus koreanus
Notochodaeus maculatus koreanus es una subespecie de coleóptero de la familia Ochodaeidae.

## Distribución geográfica
Habita en Corea del Sur.